# بلنك آباد (زرين دشت)
بلنك آباد (بالفارسية: پلنگ‌آباد) هي قرية تقع في إيران في قسم زرين دشت الريفي. يقدر عدد سكانها بـ 189 نسمة .